# Scotty (dinossauro)

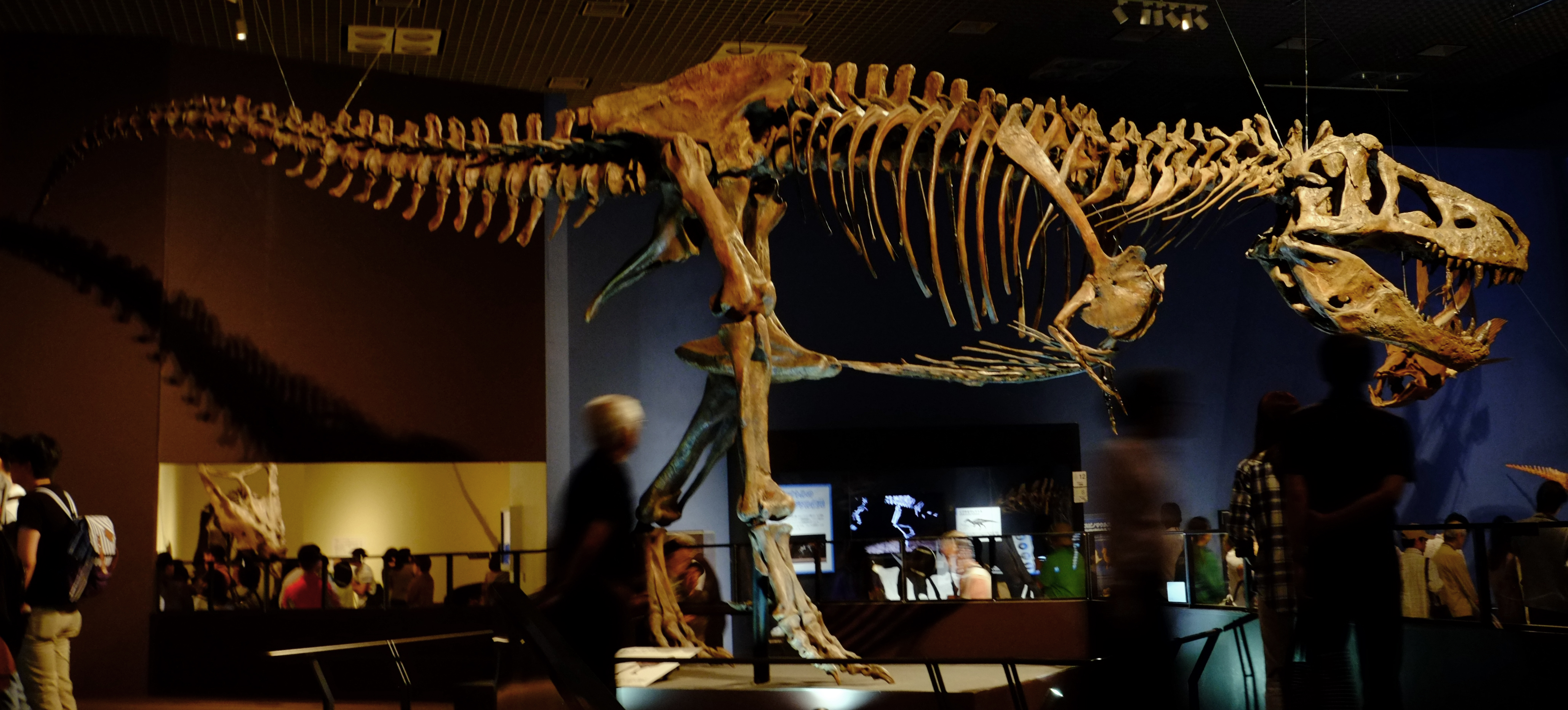
Uma réplica de Scotty em exibição no Museu Nacional de Natureza e Ciência, Tóquio, Japão

Scotty é o apelido do fóssil de Tyrannosaurus rex, catalogado como RSM P2523.8, que foi descoberto em Saskatchewan, Canadá, em 1991. Os restos fossilizados foram meticulosamente removidos, quase completamente à mão, ao longo de duas décadas da rocha em que foram incorporados. Quando a preparação foi concluída em 2011, um esqueleto de T. rex aproximadamente 65% completo foi revelado.
Desde sua descoberta e extenso estudo subsequente, Scotty tem sido referido como o maior T. rex já descoberto no mundo, o maior de qualquer dinossauro descoberto no Canadá e como um dos fósseis mais antigos e completos de seu tipo em mais de 70% em massa.
Scotty reside no T. rex Discovery Center do Museu Real de Saskatchewan em Eastend, Saskatchewan, Canadá. Em maio de 2019, uma segunda montagem foi erguida no Museu Real Saskatchewan em Regina, onde a exposição reflete as recentes descobertas sobre o fóssil.

## Descoberta
Scotty foi descoberto por Robert Gebhardt, um diretor de escola secundária de Eastend, Saskatchewan, que acompanhou uma equipe de paleontólogos do Museu Real de Saskatchewan (RSM) em uma expedição prospectiva à Formação Frenchman ao lado do vale do rio Frenchman, no sudoeste de Saskatchewan, em 16 de agosto de 1991. Embora ele estivesse lá apenas para aprender como encontrar e identificar fósseis, Gebhardt descobriu um dente e uma vértebra da cauda que o museu pôde verificar pertencer a um T. rex. Inicialmente, Gebhardt pensou que o fóssil visível era na verdade pedra de ferro.
Não foi até junho de 1994 que a equipe do Museu Real de Saskatchewan foi capaz de iniciar a escavação, que foi liderada e supervisionada por Ron Borden do Museu, bem como pelos paleontólogos residentes Tim Tokaryk e John Storer, que estavam com Gebhardt quando ele descobriu os primeiros fósseis. Os ossos foram profundamente compactados em arenito denso e carregado de ferro, o que levou mais de vinte anos para a equipe remover, escavar e montar totalmente a maior parte do esqueleto, com viagens adicionais sendo feitas ao local para recuperar ossos e dentes menores. Todo o processo de escavação do esqueleto também foi retardado por seu tamanho considerável.
Os primeiros fósseis desenterrados eram parte da parte superior do corpo, especificamente vértebras, partes da mandíbula e dentes. Na época de sua descoberta, o fóssil era um dos únicos 12 esqueletos conhecidos de T. rex de conclusão significativa.  O nome "Scotty" veio da garrafa comemorativa de uísque compartilhada pela equipe que descobriu e identificou os ossos. Ao lado do fóssil também foi encontrado o único coprólito de T. rex conhecido no mundo.

## Descrição

### Tamanho
Em 2010, Scott Pearson, do Departamento de Ciências Biológicas da Universidade de Alberta, começou a trabalhar em um projeto de pesquisa que buscava comparar os tamanhos dos fósseis conhecidos de T. rex. Suas descobertas, publicadas em 2019, mostraram que Scotty é o maior (em peso e comprimento), tendo superado o maior Tyrannosaurus rex conhecido anteriormente: Sue do Museu Field de História Natural (FMNH 2081) em Chicago. Após estudo prolongado dos padrões de crescimento nos ossos, "Scotty" também foi declarado como um dos mais antigos fósseis conhecidos de T. rex com 30 anos de idade. Estima-se também que o espécime conhecido como Trix tinha 30 anos quando morreu.  No entanto, sua idade foi posteriormente revisada para ~23–27 anos. Scotty foi reconhecido como um dos adultos mais jovens e menos maduros, sendo o maior espécime da espécie.
Scotty teria 13 metros de comprimento e pesa cerca de 8,8 toneladas. Apesar de não ser um fóssil completo, os paleontólogos foram capazes de criar a estimativa de peso e comprimento por meio de medições de importantes ossos de suporte de peso, como fêmur, quadril e ossos do ombro, que foram medidos como maiores e mais grossos com Scotty do que os ossos correspondentes com Sue. O espécime tem um quadril maior que o de Sue, seu fêmur também é mais longo e mais largo que o de Sue, com 133 cm e uma circunferência de 590 mm, enquanto o espécime Sue tem um comprimento de fêmur de 132 cm e uma circunferência de 580 mm. O peso projetado foi calculado analisando quanto peso os ossos da perna seriam capazes de suportar. O fóssil é datado em cerca de 68 milhões de anos. Os cientistas não têm certeza se Scotty era macho ou fêmea, o que não é incomum para um espécime de T. rex.

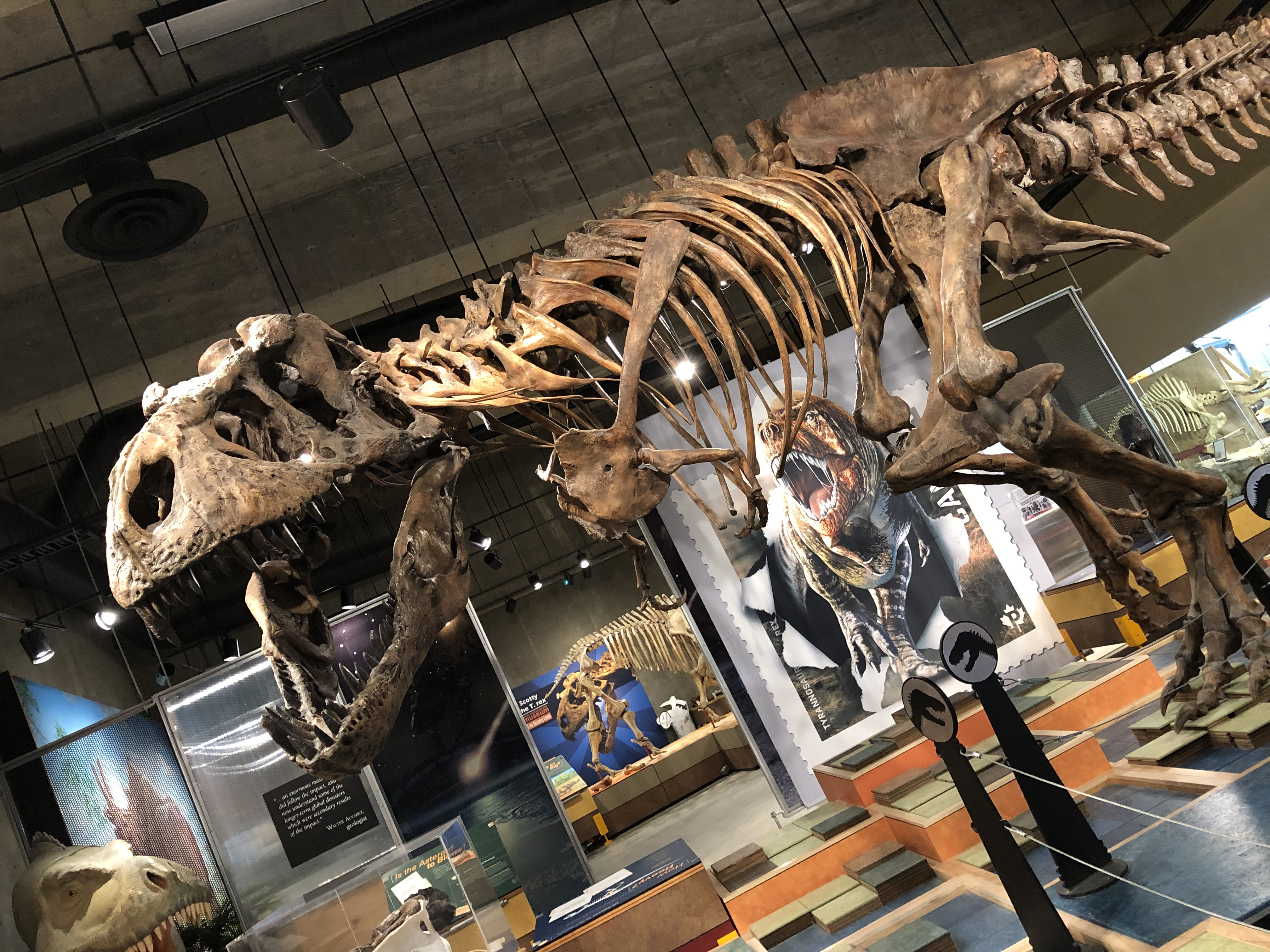
Exibição de Scott no T.rex Discovery Center em Eastend, SK

Ambos os espécimes Sue e Scotty tiveram seus pesos estimados no último estudo. O método usado para calcular a massa no estudo mais recente foi o mesmo para ambos os espécimes e os dados mostram que Scotty é mais pesado que Sue. O estudo mais recente coloca o peso de Scotty em cerca de 8.870 kg (9,7 toneladas), enquanto Sue é estimado em 8.462 kg (9,3 toneladas). obtido através da análise GDI.  Esta também não é a primeira vez que Scotty supera em massa o espécime Sue. Um estudo realizado em 2014 que estimou o peso de alguns dos grandes dinossauros terópodes e Sue e Scotty foram incluídos. Este estudo mais antigo concluiu que Sue pesava cerca de 7.377 kg (8,1 toneladas) com uma faixa de peso de 5.531 kg (6 toneladas) a 9.224 kg (10 toneladas), enquanto Scotty pesava 8.004 kg (8,8 toneladas) com uma faixa de peso de 6.000 kg (6,6 toneladas) para 10.007 kg (11 toneladas).
Embora as medidas e o peso relatados para Scotty sejam maiores do que os de Sue, alguns cientistas postulam que os dois fósseis são muito próximos em tamanho para declarar oficialmente que Scotty é o maior. O especialista em evolução John Hutchinson, do Royal Veterinary College da Universidade de Londres, afirmou que a margem de 5% que separa SUE e Scotty é muito próxima para descartar qualquer erro e que a diferença provavelmente caiu para polegadas e onças, em vez dos pés relatados. O método usado para calcular seu tamanho não é exato e continua sendo outro ponto de discórdia para os títulos do fóssil. Isso pode ter resultado em Pearson e sua equipe superestimando o tamanho de Scotty. O paleontólogo residente do Museu Field de História Natural de Chicago e curador de dinossauros, Pete Macovicky, afirmou que acredita que Scotty e Sue são "estatisticamente indistinguíveis". No entanto, Scotty apresentou aos cientistas novas possibilidades para o tamanho e a idade que o T. rex poderia ter alcançado.

### Patologia
Como outros fósseis de T. rex, Scotty mostra sinais de tricomoníase, uma infecção parasitária na mandíbula que deixou buracos visíveis no osso e era exclusiva dessa espécie específica de dinossauro.. Além disso, uma costela quebrada e curada em seu lado direito, vértebra da cauda quebrada, bem como um buraco perto da cavidade ocular são possivelmente o resultado de outro ataque de T. rex.  Outras anormalidades, como dentes impactados, sugerem que Scotty não só foi mordido, mas também mordeu outros animais.